# Arlecchino (Busoni)
Arlecchino, oder Die Fenster (títol original en alemany, Arlecchino o les finestres), BV 270, és una òpera en un acte amb diàleg parlat de Ferruccio Busoni, amb un llibret en alemany escrit pel mateix compositor el 1913. Va acabar la música per a l'òpera mentre vivia a Zuric el 1916. És una escrita en estil neoclàssic i inclou al·lusions iròniques a les convencions operístiques i situacions típiques de final del XVIII i principis del XIX. Fins i tot inclou una paròdia d'un duel.

## Representacions
L'estrena va tenir lloc l'11 de maig de 1917 en el Teatre d'òpera de Zúric (Stadttheater). L'òpera en dos actes, Turandot, va ser també interpretada al programa com a part d'un programa doble. La primera interpretació britànica de Arlecchino va ser el 1954 a Glyndebourne.

## Anàlisi musical
L'òpera és en quatre moviments amb una representació d'Arlecchino en cadascuna d'elles:
I. ARLECCHINO als Schalk [Arlecchino com a Rogue] (Allegro molto)
II. ARLECCHINO als Kriegsmann [Arlecchino com a Guerrer] (Allegro assai, dt. marziale)
III. ARLECCHINO als Ehemann [Arlecchino com a espòs] (Minuetto sostenuto)
IV. ARLECCHINO als Sieger [Arlecchino com a conqueridor] (Allegretto sostenuto)
Els papers a Arlecchino procedeixen de la commedia dell'arte italiana. De manera molt inusual, el rol titular d'Arlecchino és abans de res un paper parlat. El compositor ha dit que Arlecchino "té una tendència a l'ambigüitat i la hipèrbole per a situar momentàniament a l'oïdor en una posició de lleuger dubte." Ronald Stevenson l'ha descrit com una "anti-opera," i una "sàtira anti-bel·licista."
Guido Gatti ha comentat que l'òpera en si il·lustra les idees de Busoni sobre l'òpera com alguna cosa que no representa "esdeveniments realistes," i també usant la música de manera no contínua, sinó quan es necessita i les paraules per si són insuficients per transmetre les idees del text. Larry Sitsky descriu la música com "estretament integrada" i "àmpliament basada en la 'fila' [de tons] que apareix com una fanfàrria al començament de l'òpera." Henry Cowell ha caracteritzat aquesta composició com "l'única òpera que traeix el coneixement del primer estil de Schönberg abans de Wozzeck."
A causa que Arlecchino era massa breu per a un esdeveniment d'una tarda, Busoni va compondre la seva òpera en dos actes Turandot per servir com a obra d'acompanyament.

## Personatges
| Personatges                                        | Tessitura    | Elenc de l'estrena, 11 de maig de 1917 (Director: Ferruccio Busoni) |
| -------------------------------------------------- | ------------ | ------------------------------------------------------------------- |
| Ser Matteo del Sarto, mestre sastre                | baríton      | Wilhelm Bockholt                                                    |
| Abbate Cospicuo                                    | baríton      | Augustus Milner                                                     |
| Doctor Bombasto                                    | baix         | Henrich Kuhn                                                        |
| Arlecchino                                         | paper parlat | Alexander Moissi                                                    |
| Leandro, cavaller                                  | tenor        | Eduard Grunert                                                      |
| Annunziata, esposa de Matteo                       | paper mut    | Ilse Ewaldt                                                         |
| Colombina, esposa d'Arlecchino                     | mezzosoprano | Käthe Wenck                                                         |
| Dos constables                                     | papers muts  | Alfons Gorski, Karl Hermann                                         |
| Silenciosos: carter, gent en les finestres, un ase |              |                                                                     |

## Enregistraments
Busoni: Arlecchino & Turandot - Cor i Orquestra de l'Òpera de Lió
- Director: Kent Nagano
- Principals cantants: Ernst Theo Richter (Arlecchino); Suzanne Mentzer (Colombina); Thomas Mohr (Ser Matteo del Sarto); Wolfgang Holzmair (Abbate Cospicuo); Philippe Huttenlocher (Dottor Bombasto); Stefan Dahlberg (Leandro)
- Segell discogràfic: Virgin Classics VCD7 59313-2 (2 cedés)

Busoni: Arlecchino - Orquestra Simfònica de la Ràdio de Berlín
- Director: Gerd Albrecht
- Principals cantants: Peter Matič (Arlecchino, parlat)/Robert Wörle (Arlecchino, cantat); René Papi (Ser Matteo del Sarto); Siegfried Lorenz (Abbate Cospicuo); Peter Lika (Dottor Bombasto); Robert Wörle (Leandro); Marcia Bellamy (Colombina, cantat)/Katharina Koschny (Colombina, parlat)
- Segell discogràfic: Capriccio 60 038-1 (1 cedé)

## Partitura
- Arlecchino en el Projecte Biblioteca Internacional de Partitures Musicals (anglès)